# Encyclia magdalenae
Encyclia magdalenae là một loài thực vật có hoa trong họ Lan. Loài này được Withner mô tả khoa học đầu tiên năm 2000.